# Artemiina
Sous-ordre
Les Artemiina sont un sous-ordre de brachiopodes de l'ordre des Anostraca.

## Liste des familles
Selon World Register of Marine Species (11 juillet 2020) :
- famille Artemiidae Grochowski, 1896
- famille Parartemiidae Daday, 1910 (sensu Weekers & al., 2002)

## Publication originale
- (en) Peter H. H. Weekers, Gopal Murugan, Jacques R. Vanfleteren, Denton Belk et Henri J. Dumont, « Phylogenetic analysis of anostracans (Branchiopoda: Anostraca) inferred from nuclear 18S ribosomal DNA (18S rDNA) sequences », Molecular Phylogenetics and Evolution, Academic Press et Elsevier, vol. 25, no 3,‎ 1er décembre 2002, p. 535-544 (ISSN 1055-7903 et 1095-9513, PMID 12450757, DOI 10.1016/S1055-7903(02)00289-0, lire en ligne).